# Villa Poma
Revere är en ort och tidigare kommun i kommunen Borgo Mantovano i provinsen Mantua i regionen Lombardiet i Italien. 
Revere upphörde som kommun den 1 januari 2018 och bildade med de tidigare kommunerna Pieve di Coriano och Revere den nya kommunen Borgo Mantovano. Den tidigare kommunen hade 1 997 invånare (2017).